# Minicopenaeon intermedium
Minicopenaeon intermedium là một loài chân đều trong họ Bopyridae. Loài này được Bourdon miêu tả khoa học năm 1981.